# 1999 (álbum de Glup!)
1999 es el álbum debut de la banda Glup!. Destacan los sencillos «Free-bola» y «Quiero que me quieran», esta última canción, fue utilizada en la telenovela chilena Algo está cambiando, lo cual les permitió presentarse en el Festival Internacional de la Canción de Viña del Mar. El sencillo «Free-bola», ha sido siempre comparado con la canción «Girls & Boys» de Blur, ya que son similares y siguieron la misma fórmula de éxito.
Inicialmente, el álbum se comenzó a grabar junto al músico Carlos Cabezas como productor, pero una vez terminado, nadie queda conforme, por lo que la banda comienza a trabajar junto a Cristián Heyne y al destacado ingeniero de grabación, Barry Sage, quien ha trabajado con David Bowie o The Rolling Stones.
El álbum también incluye una versión de Pink Floyd a la canción «Wish You Were Here», así como la versión editada de "Quiero que me quieran" utilizada en la telenovela chilena Algo está cambiando.

## Lista de canciones
Todas las canciones escritas y compuestas por Koko Stambuk, excepto donde se indiquen. 
| 1999 |                                                            |          |  |
| N.º  | Título                                                     | Duración |  |
| 1.   | «Quiero que me quieran»                                    | 4:26     |  |
| 2.   | «Campos de frutilla»                                       | 4:06     |  |
| 3.   | «1999»                                                     | 3:48     |  |
| 4.   | «Amigo del pescador»                                       | 1:36     |  |
| 5.   | «Ella»                                                     | 3:46     |  |
| 6.   | «Freebola»                                                 | 3:17     |  |
| 7.   | «Wish You Were Here» (Cover de Pink Floyd)                 | 2:21     |  |
| 8.   | «El pescador»                                              | 2:18     |  |
| 9.   | «Un día más»                                               | 4:39     |  |
| 10.  | «Gandhi»                                                   | 3:20     |  |
| 11.  | «Yetosai» (Labrin, Stambuk)                                | 4:47     |  |
| 12.  | «Quiero que me quieran (Versión de "Algo Está Cambiando")» | 3:12     |  |

## Músicos
- Koko Stambuk: voz principal y coros, guitarra acústica y piano
- Rodrigo Stambuk: bajo y coros
- Gustavo Labrín: guitarra eléctrica y coros
- Vid Stambuk: batería, caja de ritmos y coros